# Robert Verhoogt
Robert Maarten Verhoogt (1971) is een Nederlands kunsthistoricus. Hij studeerde rechten en kunstgeschiedenis aan de Vrije Universiteit te Amsterdam en promoveerde in kunstgeschiedenis in 2004 aan de Universiteit van Amsterdam.
Hij is werkzaam voor het Nederlandse Ministerie van Onderwijs, Cultuur en Wetenschap.
Voor zijn boek Art in reproduction: Nineteenth-century prints after Lawrence Alma-Tadema, Jozef Israëls and Ary Scheffer kreeg Verhoogt in 2009 de Karel van Manderprijs van de Vereniging van Nederlandse Kunsthistorici.

## Boeken van Verhoogt
- Art in reproduction: Nineteenth-century prints after Lawrence Alma-Tadema, Jozef Israëls and Ary Scheffer, uitg. Amsterdam University Press, 2007, ISBN 978-9053569139 (bewerkte vertaling van zijn doctoraatsproefschrift uit 2004).
- De wereld vanuit een luchtballon: Een nieuw perspectief op de negentiende eeuw, Amsterdam University Press, 2013, ISBN 978-90-8964-466-4.

- Digitale Bibliotheek voor de Nederlandse Letteren: verh155
- Gemeinsame Normdatei: 140967397
- International Standard Name Identifier: 0000 0000 7850 5296
- Library of Congress Control Number: no2007130577
- Nationale Bibliotheek van Israël: 987007386808605171
- Nederlandse Thesaurus van Auteursnamen: 202433684
- Système universitaire de documentation: 123714729
- Virtual International Authority File: 120229519
- WorldCat: E39PBJkT9PhBkbDcjrfbyMrcyd